# John Mair

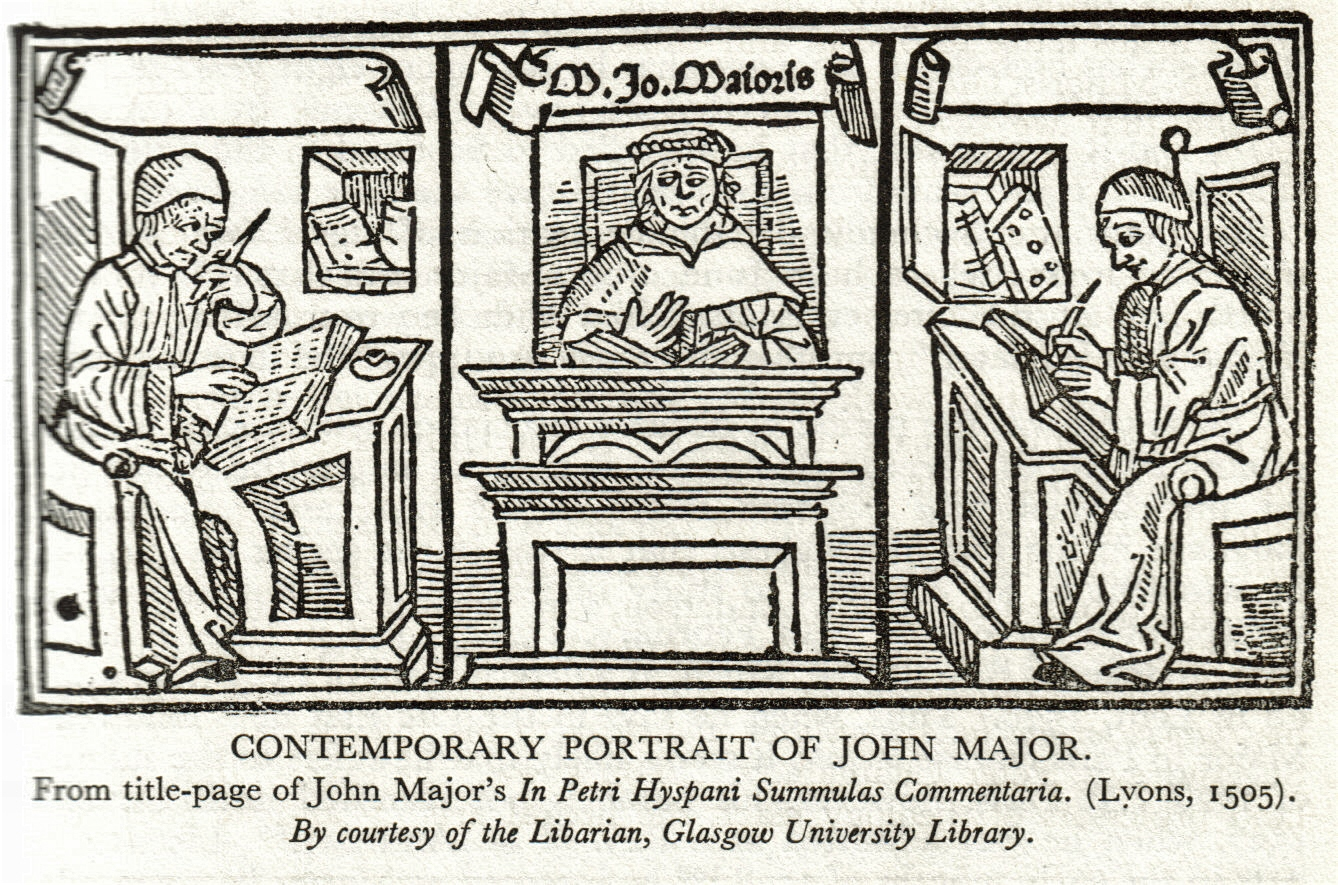
Grabado representando a John Major.

John Mair (o John Major) (Gleghornie North Berwick, 1467-Saint Andrews, 1550) fue un economista y filósofo escocés. 
Tras una breve estancia en Christ's College, en 1493, probablemente bajo la influencia de Robert Cockburn (destinado a ser un influyente obispo de Ross y después de Dunkeld), decidió ir a París para estudiar, entre el gran número de escoceses que lo hacían en aquel momento.
Mair, nominalista acendrado "tuvo una fama extendida por todo el continente con tal amplitud que los mercaderes europeos venían frecuentemente a París a consultarle en sus dudas morales sobre cuestiones económicas".[cita requerida]
A su retorno a Escocia tuvo como pupilo a John Knox, luego calvinista, y a Patrick Hamilton, luterano, reformadores de Escocia. Después se trasladó a la universidad de St. Andrews y en 1525 regresó de nuevo a París. Durante este periodo escribió una Historia de Escocia y estando en París redactó unos comentarios a la Física de Aristóteles y una exposición de los Evangelios en defensa de la Iglesia romana, contra, entre otros, husitas y luteranos. En 1531 volvió a Saint Andrews, donde murió a los 81 años de edad en 1550. 
John Maior se caracterizó, por su independencia y libertad de pensamiento, que le condujo a prestar atención a las diferentes escuelas tomistas, escotistas, nominalistas, y ese espíritu universal; o bien se creó en la Universidad de París y él lo concluyó por asumir, o bien fue él quien influyó para que se impusiese. De él aprendieron muchos españoles, como Celaya, Vitoria y Soto hasta convertirse en «un representante de los modernos tomistas.»[cita requerida]

## Publicaciones de John Mair
- Lectures in logic (Lyon 1516)
- Reportata Parisiensia by Duns Scotus co-edited by Mair París 1517-18
- Commentary on the Sentences of Peter Lombard (In Libros Sententiarum primum et secundum commentarium) París 1519
- History of Greater Britain (Historia majoris Britanniae, tam Angliae quam Scotiae) París 1521
- De Gestis Scotorum París 1521
- Commentary on Aristotle's physical and ethical writings París 1526
- Quaestiones logicales París 1528
- Commentary on the Four Gospels París 1528
- Disputationes de Potestate Papae et Concilii (París)
- Commentary on Aristotle’s Nichomachean Ethics